# Symphytum hyerense
Symphytum hyerense är en strävbladig växtart som beskrevs av Pawlowski. Symphytum hyerense ingår i släktet vallörter, och familjen strävbladiga växter. Inga underarter finns listade i Catalogue of Life.